# پیهارالگاما
پیهارالگاما (به لاتین: Piharallegama) یک منطقهٔ مسکونی در سری‌لانکا است که در استان مرکزی (سری‌لانکا) واقع شده‌است.